# Maxence Lacroix
Maxence Lacroix (* 6. April 2000 in Villeneuve-Saint-Georges) ist ein französischer Fußballspieler. Der Innenverteidiger steht in England bei Crystal Palace unter Vertrag und ist ehemaliger Nachwuchsnationalspieler.

## Karriere

### Verein
Maxence Lacroix wurde in Villeneuve-Saint-Georges, einer Kleinstadt in der Agglomeration von Paris, geboren, begann mit dem Fußballspielen allerdings in Aquitanien bei AS Les Croquants de Limeyrat, bevor er über Umwege bei ES Montignacoise, FC Thenon Limeyrat Fossemagne und Trélissac FC in die Fußballschule des FC Sochaux unweit der Schweizer Grenze wechselte. Am 8. Dezember 2018 gab er im Alter von 18 Jahren beim 1:0-Auswärtssieg im französischen Pokal gegen FA Illkirch Graffenstaden sein Pflichtspieldebüt für die Profimannschaft. In der Saison 2018/19 war Lacroix in der Ligue 2 zu lediglich sieben Einsätzen gekommen, hatte dabei allerdings in jeder Partie durchgespielt. Sein Verein, der im Jahr 2014 aus der Ligue 1 abgestiegen war, spielte in dieser Spielzeit gegen den Abstieg aus der Zweitklassigkeit, konnte allerdings den Abstieg vermeiden. In der Folgesaison war Maxence Lacroix in einigen Spielen nicht Teil des Spieltagskaders oder saß lediglich auf der Bank, ansonsten war er als Innenverteidiger erste Wahl und kam auf insgesamt 20 Punktspieleinsätze. Weitere Partien folgten nicht, da die Spielzeit wegen der Corona-Krise abgebrochen wurde.
Im August 2020 wechselte Lacroix für eine Ablöse von rund 5 Millionen Euro nach Deutschland in die Bundesliga zum VfL Wolfsburg, wo er einen Vierjahresvertrag erhielt. In seinem ersten Jahr für Wolfsburg bestritt er 30 von 34 möglichen Ligaspielen, in denen er ein Tor schoss, sowie je drei DFB-Pokal- und Europapokalspiele. In der Folgesaison stach der robuste Zweikämpfer insbesondere durch seine zahlreichen rote Karten hervor.
Im August 2024 wechselte er nach England zu Crystal Palace und unterschrieb dort einen Vertrag bis 2029.

### Nationalmannschaft
Maxence Lacroix absolvierte im Jahr 2016 eine Partie für die französische U16-Nationalmannschaft und im Jahr 2017 vier für die U17-Auswahl, mit der er an der U17-Europameisterschaft 2017 in Kroatien teilnahm. Dort schied Frankreich im Viertelfinale gegen Spanien aus. Nachdem Lacroix im selben Jahr fünf Spiele für die U18-Nationalelf bestritten hatte, lief er im Jahr 2019 zweimal für die U20-Nationalmannschaft auf.